# Drents Overijsselse Delta
Het Waterschap Drents Overijsselse Delta (afgekort WDODelta) is een waterschap in de Nederlandse provincies Overijssel en Drenthe. Het waterschap zetelt in Zwolle.

## Geschiedenis
Het waterschap werd op 1 januari 2016 gevormd door een fusie van de waterschappen Reest en Wieden (in Drenthe en Overijssel) en Groot Salland (in Overijssel). De naam van het waterschap was in 2015 na een prijsvraag vastgesteld.
De dijkgraaf is voorzitter van het algemeen bestuur en het dagelijks bestuur. Hij wordt benoemd door de Kroon, op voordracht van het algemeen bestuur van het waterschap, voor een termijn van zes jaar. Dirk-Siert Schoonman is sinds 25 augustus 2020 de dijkgraaf van het waterschap.

## Werkgebied en taken
Het werkgebied van Drents Overijsselse Delta loopt van Assen tot Deventer.
Het zorgt zorgt voor veilig wonen met water, voor voldoende en schoon water voor mensen, boeren en bedrijven, in de stad en de natuur. Het waterschap zorgt er voor dat de dijken sterk en hoog genoeg zijn, dat er niet te veel, maar ook niet te weinig, water beschikbaar en dat het afvalwater wordt gezuiverd. Dit betekent het onderhoud aan 7100 kilometer aan rivieren, kanalen, wetering en sloten, 16 rioolwaterzuiveringsinstallaties, 438 gemalen, 1980 stuwen en ruim 1000 kilometer aan dijken en kades. Al deze werkzaamheden worden gedaan met ongeveer 800 medewerkers.
In 2023 had het waterschap voor bijna € 170 miljoen aan inkomsten en uitgaven. De belangrijkste uitgaven hebben betrekking op het personeel en kapitaalkosten zoals rente en afschrijving. De inkomsten bestaan hoofdzakelijk uit belastingen.
Aa en Maas · Amstel, Gooi en Vecht · Brabantse Delta · Delfland · De Dommel · Drents Overijsselse Delta · Fryslân · Hollands Noorderkwartier · Hollandse Delta · Hunze en Aa's · Limburg · Noorderzijlvest · Rijn en IJssel · Rijnland · Rivierenland · Scheldestromen · Schieland en de Krimpenerwaard · De Stichtse Rijnlanden · Vallei en Veluwe · Vechtstromen · Zuiderzeeland